# Дунавско хоро
 Тази статия е за Музикалната творба "Дунавско хоро" на Дико Илиев.  За традиционното хоро вижте Свищовско хоро.  
„Дунавско хоро“ е музикална творба на българския композитор Дико Илиев.
Тя е написана на 18 април 1937 година, когато Дико Илиев работи в оркестъра на Тридесет и шести пехотен козлодуйски полк в Оряхово с диригент Александър Вейнер. Аранжирано е първоначално за духов орхестър. Записано е за пръв път от оркестъра на Транспортните войски.
Хорото е написано в размер 2/4, какъвто е размерът и на северняшкото право хоро. Това е причината да се танцува северняшко право хоро на тази музика.
Тази музикална творба звучи всяка година при посрещането на Нова година, след химна на България и „Многая лета“ в изпълнение на Борис Христов.